# خورشیدگرفتگی ۱۵ ژانویه ۲۰۱۰
خورشیدگرفتگی ۱۵ ژانویه ۲۰۱۰ (به انگلیسی: Solar eclipse of January 15, 2010) یک خورشیدگرفتگی از نوع خورشیدگرفتگی حلقه‌ای است. این خورشیدگرفتگی در تاریخ ۱۵ ژانویه ۲۰۱۰ میلادی (‎۲۵ دی ۱۳۸۸ خورشیدی) روی داد که زمان اوج آن، ساعت ۷:۰۷:۳۹ به‌وقت ساعت هماهنگ جهانی بوده‌است. مدت زمان و طول این خورشیدگرفتگی ۱۱ دقیقه و ۸ ثانیه بود.

## نگارخانه

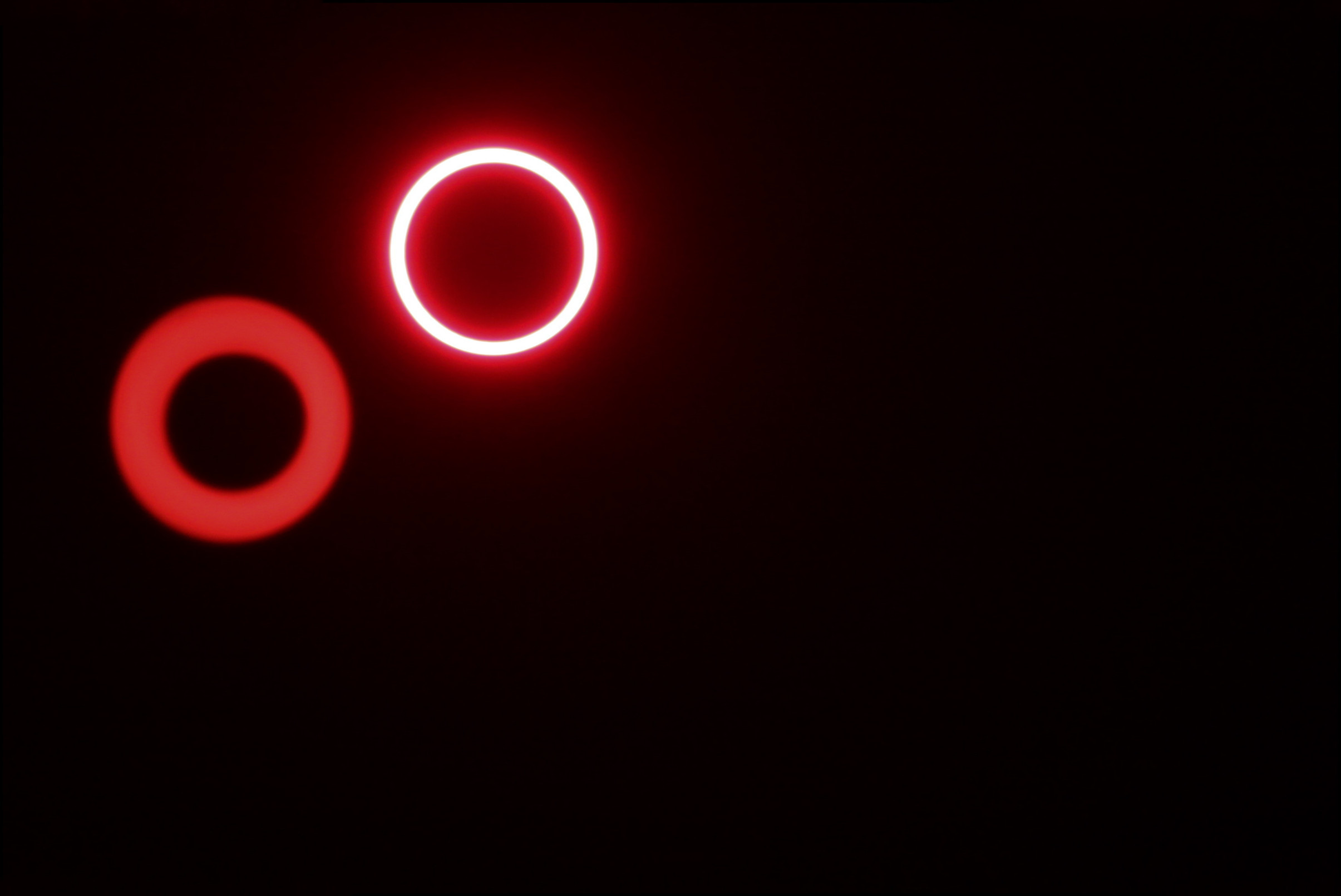
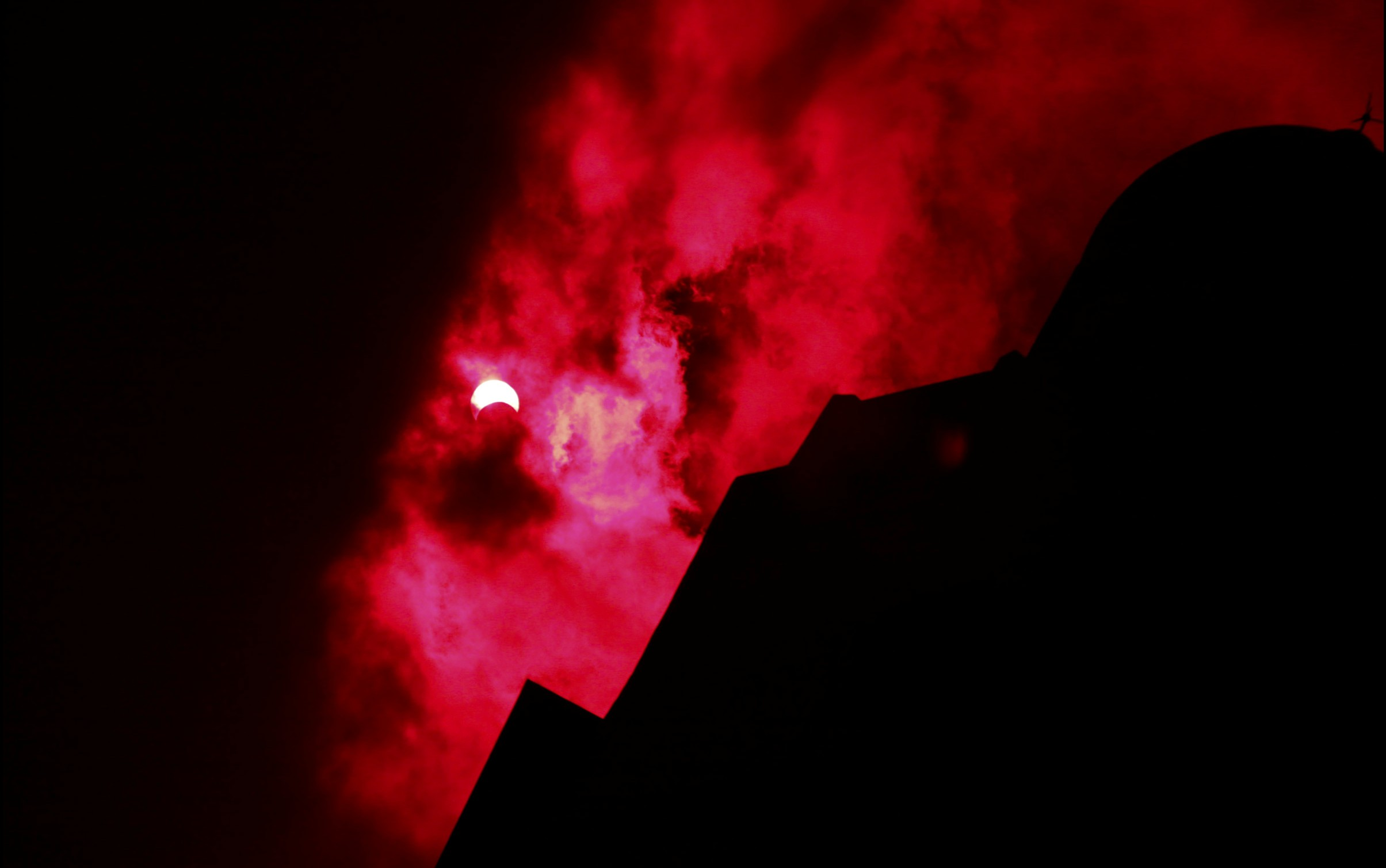
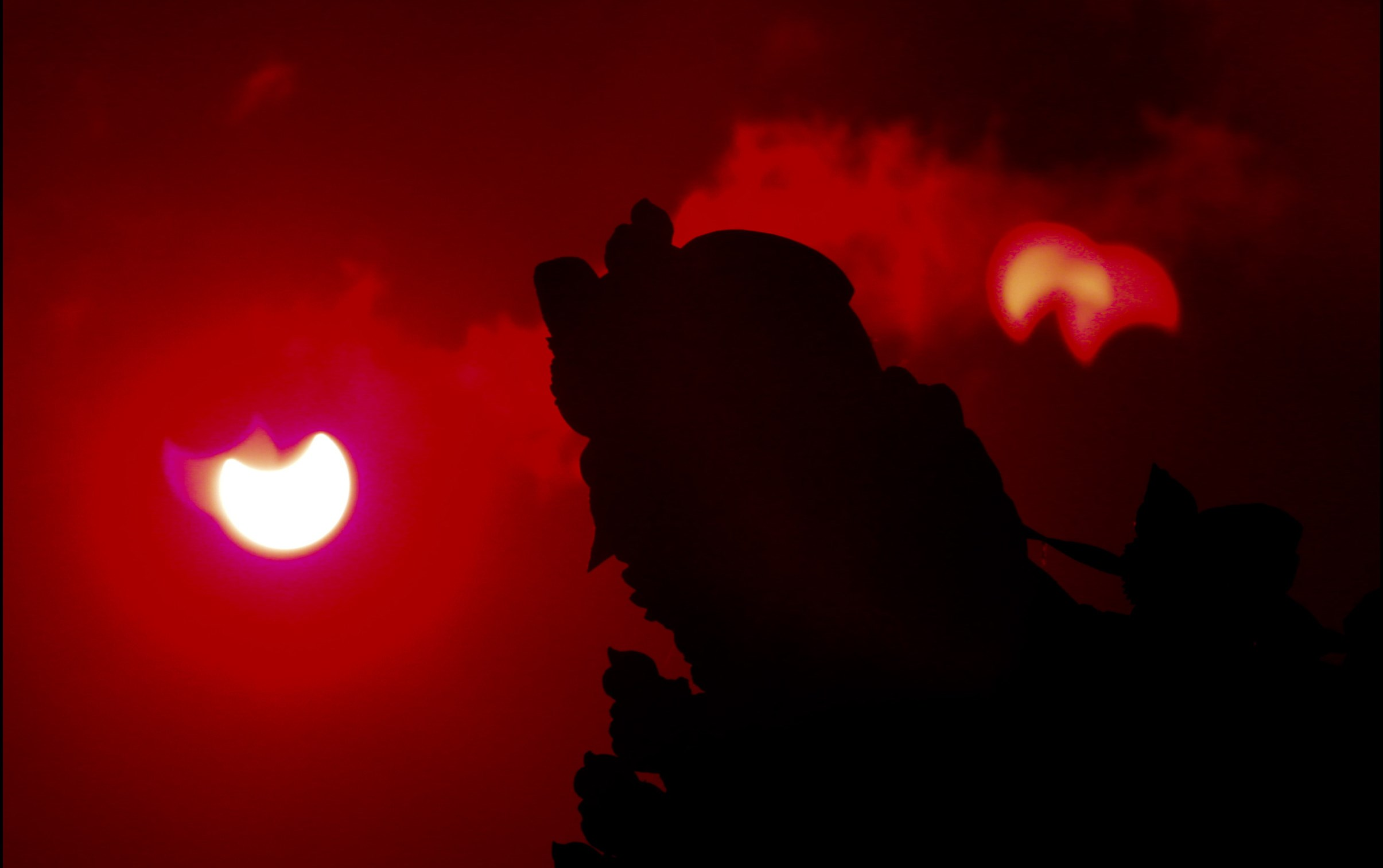
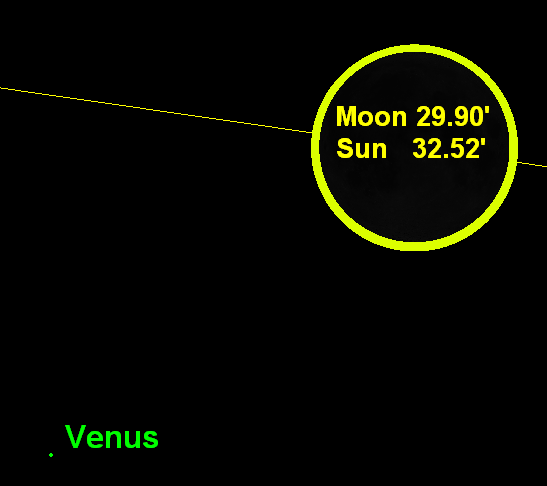
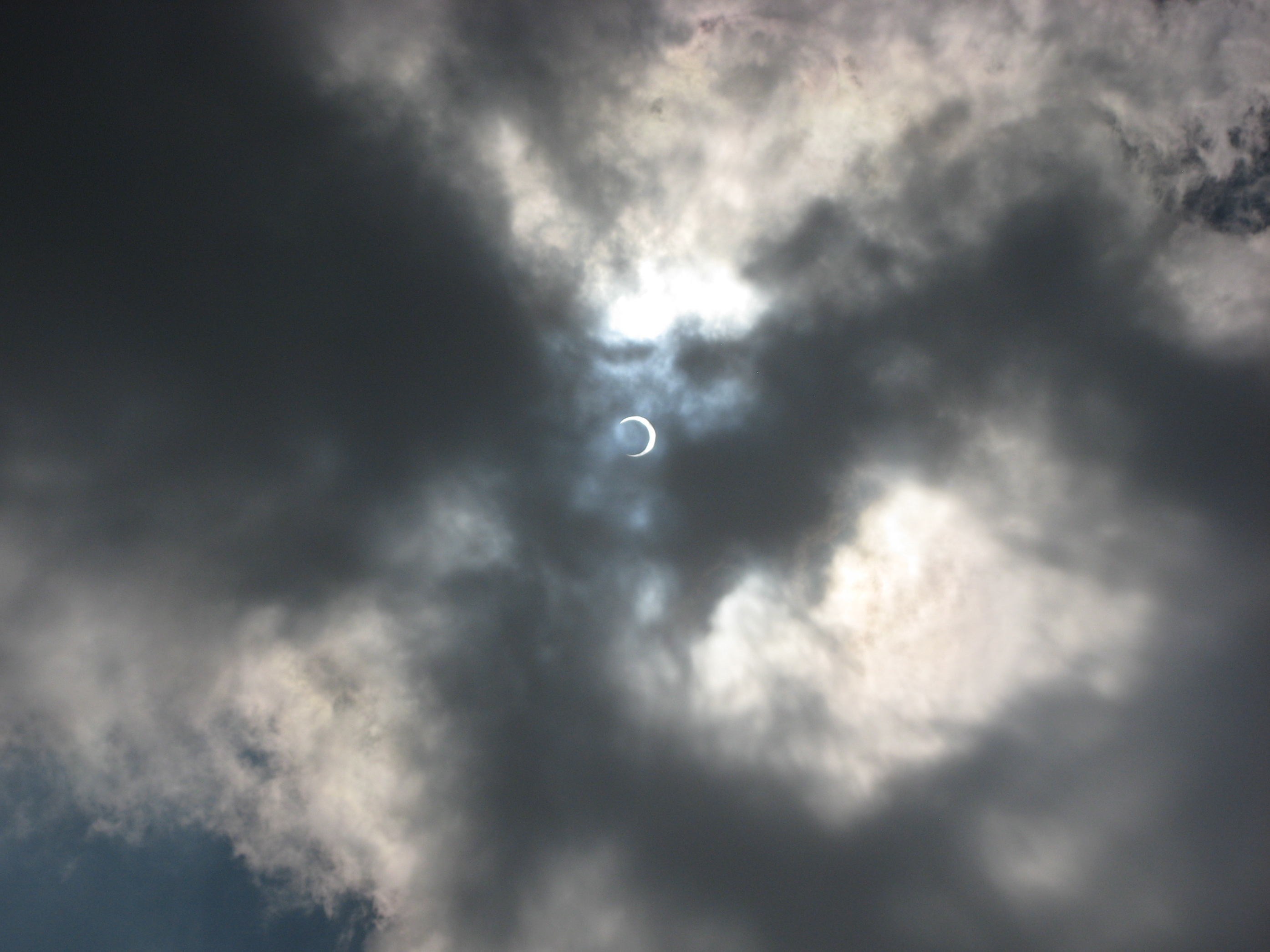
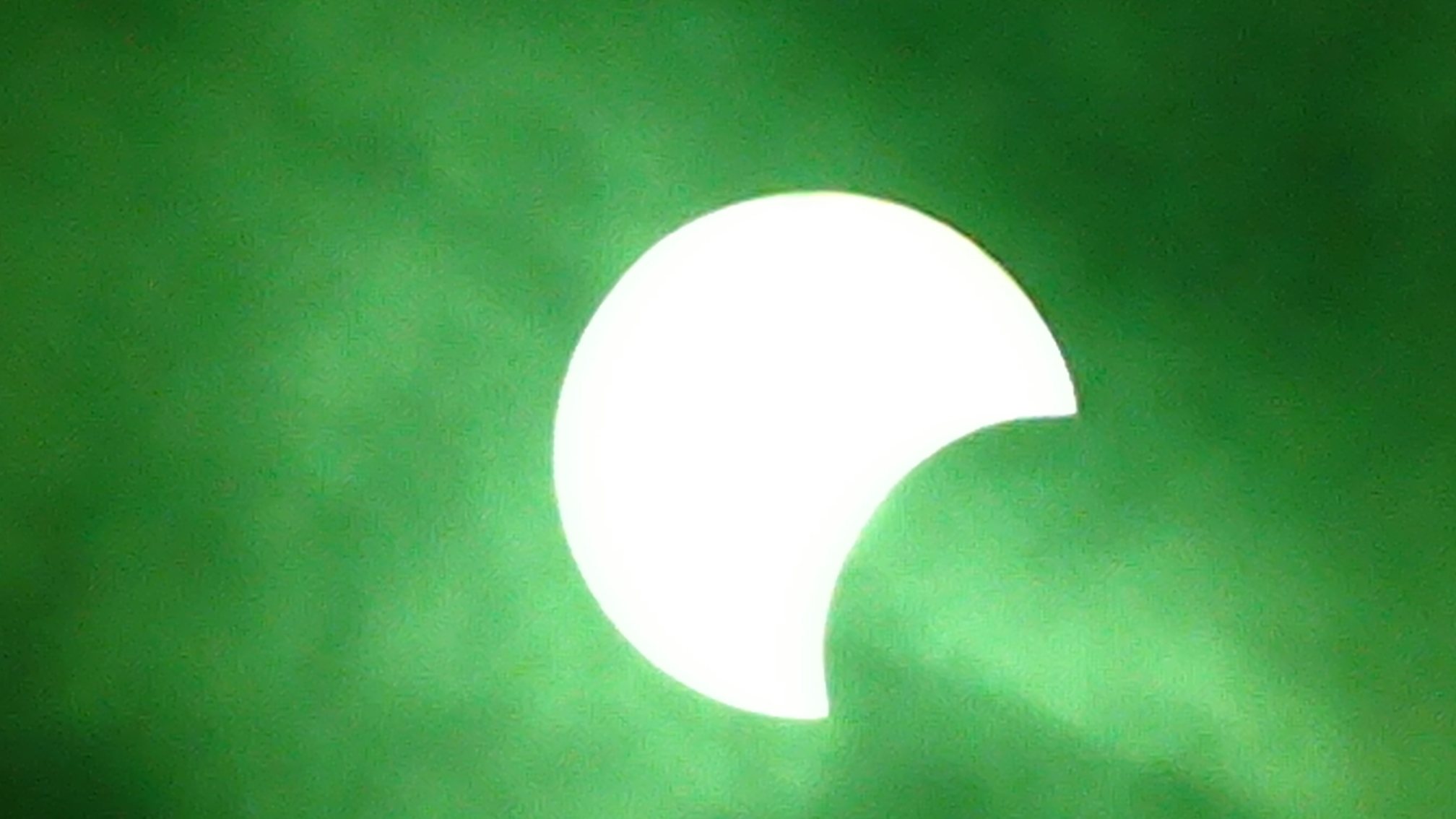
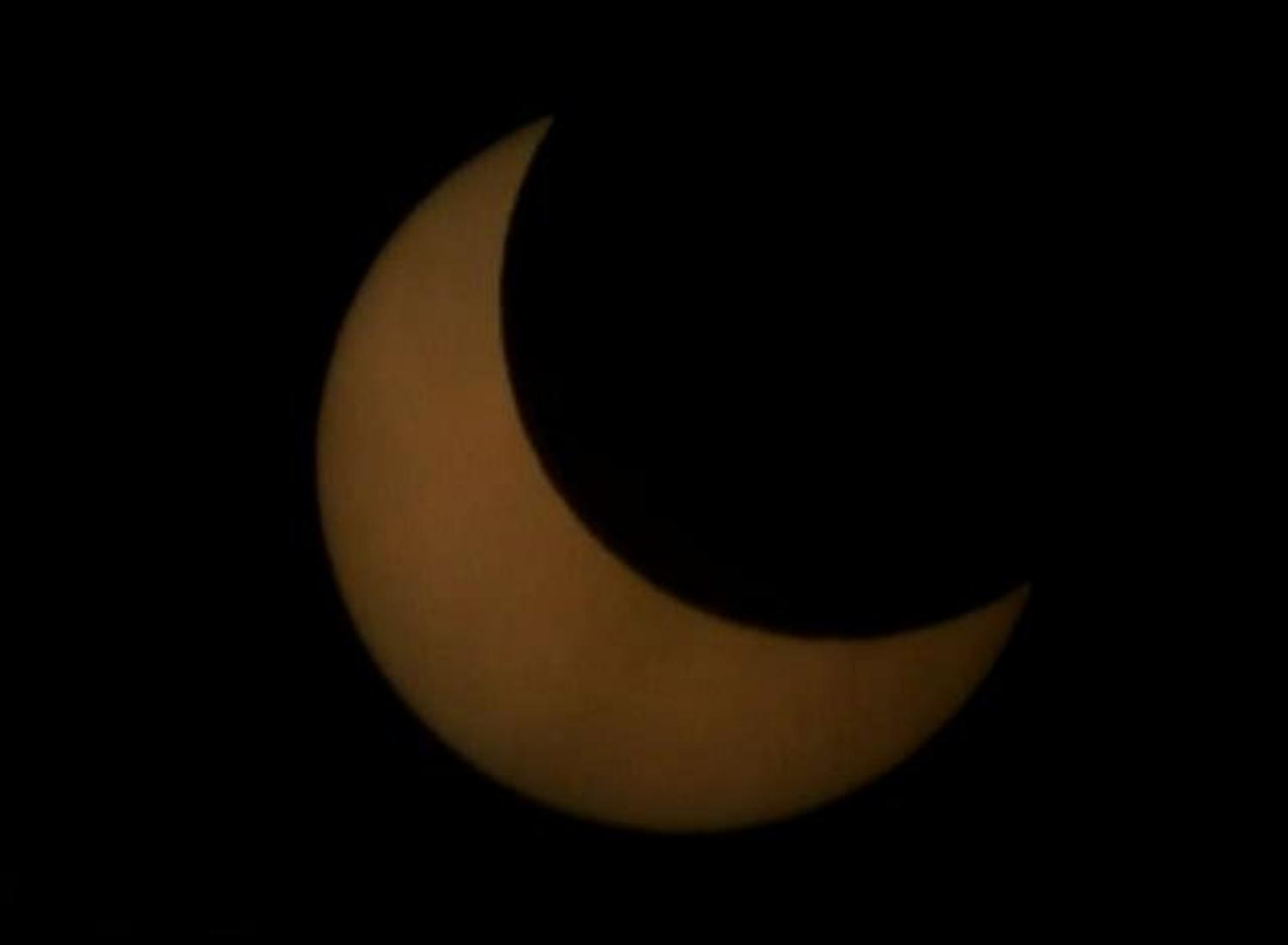
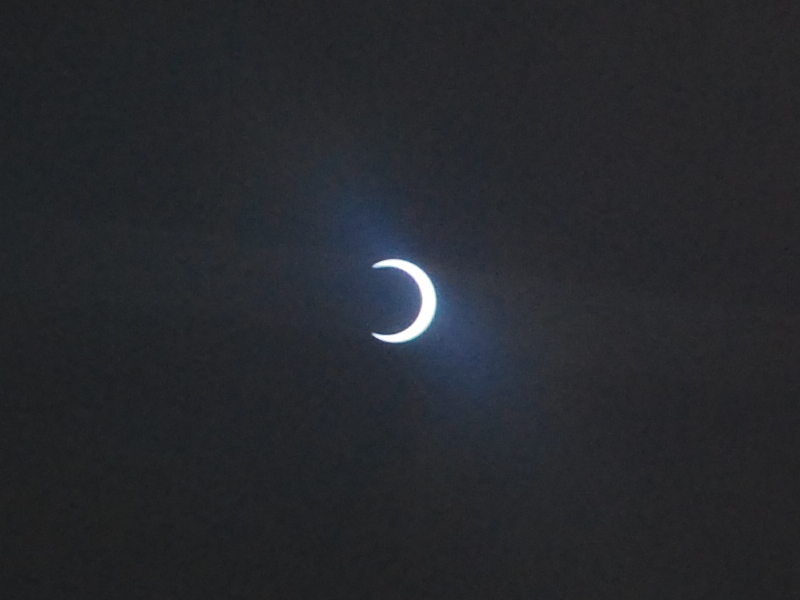
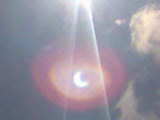
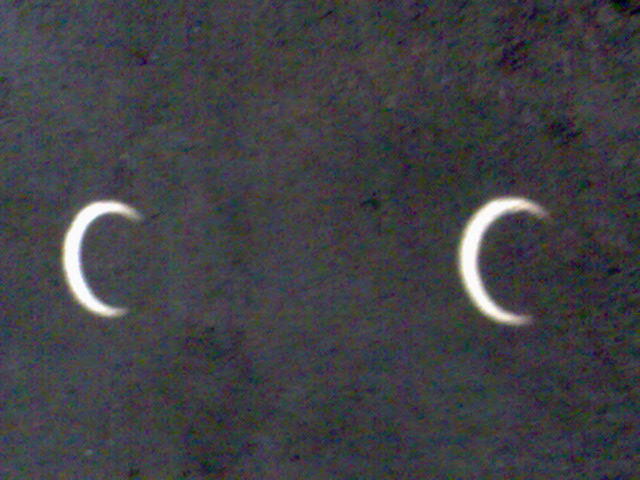
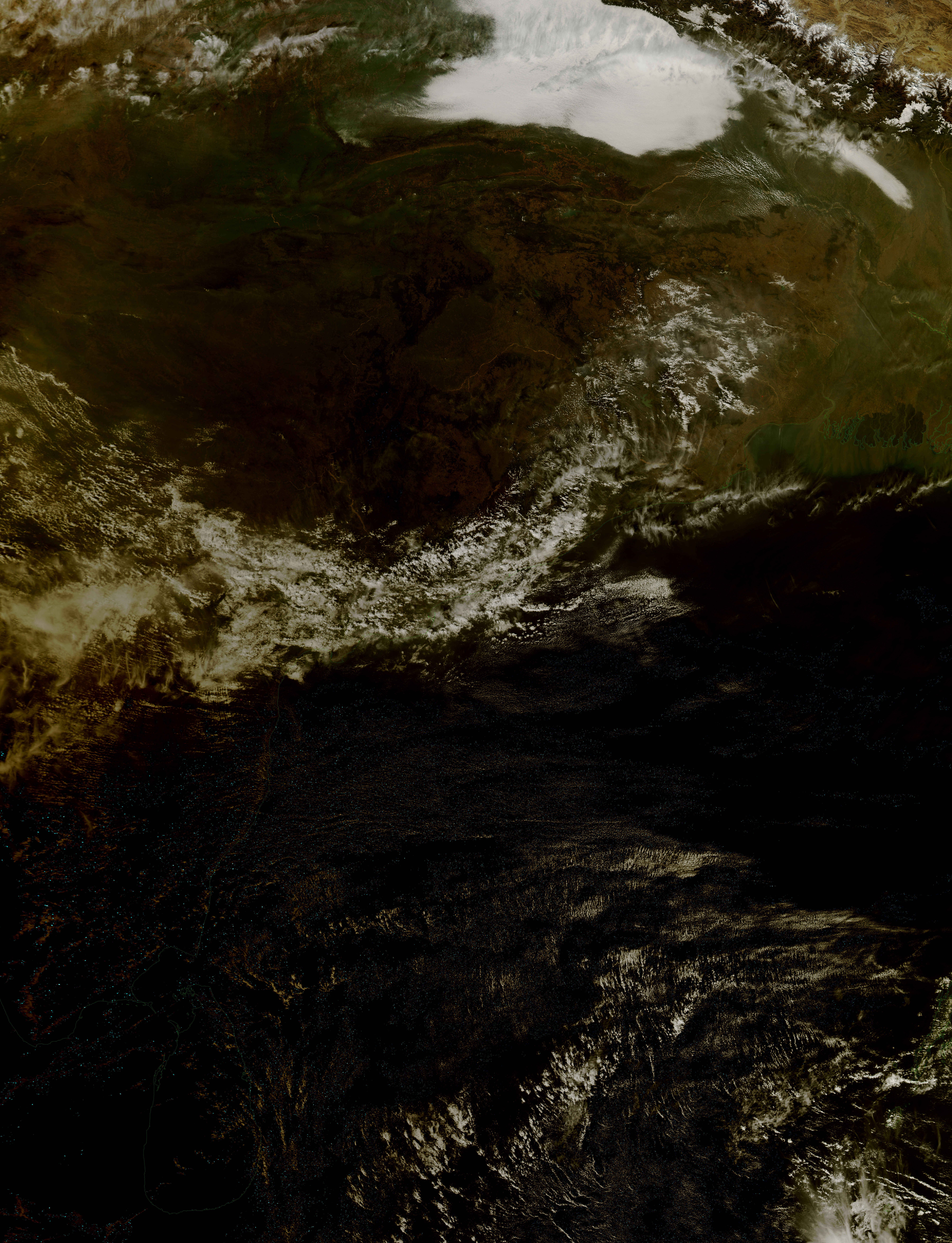